# ذي حشران (الرضمة)

تعديل مصدري - تعديل

ذي حشران هي إحدى قرى عزلة كحلان بمديرية الرضمة التابعة لمحافظة إب، بلغ تعداد سكانها 305 نسمة حسب تعداد اليمن لعام 2004.